# سمية عطية

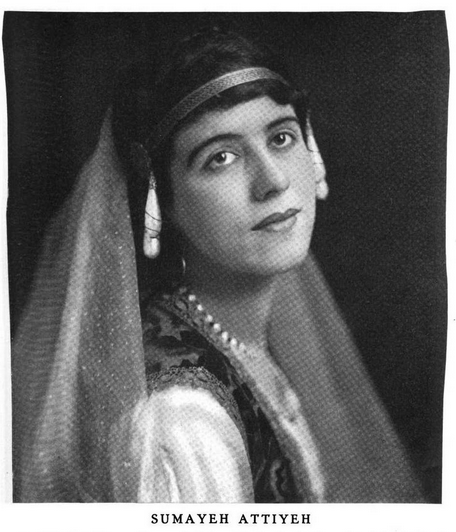
سمية عطية، من منشورات عام 1919.

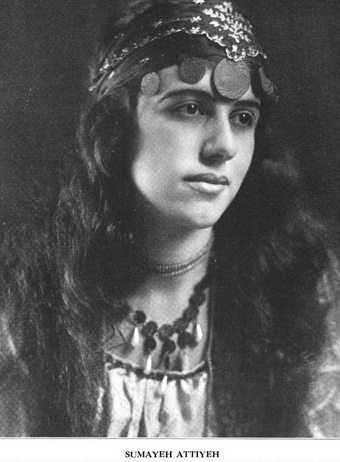
سمية عطية، من منشورات عام 1919.

سميّة عطية (مواليد 21 آذار (مارس) 1890 - أيلول (سبتمبر) 1978)، محاضرة وكاتبة أمريكية سورية المولد، تجولت في أمريكا الشمالية ضمن حملة تشاوتاوكوا للتعليم. توفيت سمية عطية عام 1978 في سانت بيترسبرغ عن عمر 88 عاماً.

## حياتها المبكرة
ولدت سمية عطية لعائلة مسيحية معروفة في مدينة طرابلس في لبنان. كانت والدتها السيدة فريدا عطية مترجمة وكاتبة، ووالدها هو ماثيو عطية، مسؤول حكومي، أما جدّها فهو القس جوزيف عطية. اختها سميرة سليمان شاعرة فنانة في بروكلين. التحقت سمية بمدرسة أمريكية بروتستانتية للبنات في سوريا قبل أن تنتقل إلى الولايات المتحدة لمزيدٍ من الدراسة.

## عملها
تجولت سمية في الولايات المتحدة وكندا منذ عام 1916 حتى عام 1927، حيث قضت معظم هذا الوقت مع حملة تشاوتاوكوا وحملة لايكيوم، تحاضر عن الشرق الأوسط؛ وقد وصفت بأنها كانت «أصغر امرأة محاضِرة في قارة أمريكا اليوم».
كانت سمية تكتب للصحف والمجلات، ومما نشرته حينها مجموعة قصصية بعنوان «حكايا وأساطير عربية» (1925-1926). «كان ثمة جحيم كبير عند بوابة بلدنا العظيم. وهي جزيرة إيليس، هكذا بدأت مقالةً لها عام 1922 في»نيويورك تايمز، بعد عملها لعدة أسابيع بنجاح لمنع عمتها من الرحيل.
بحلول عام 1932، كانت عاملة اجتماعية في الولايات المتحدة، وعُرف عنها اهتمامها بحركة الاستقلال الهندية. ألقت محاضراتها في النوادي النسائية والمدارس والكنائس وتجمعات أخرى خلال عقد 1930 من القرن العشرين. عام 1939، التحقت ببرنامجٍ في معسكر صيفي روحاني في ليلي ديل في نيويورك.

## وصلات خارجية
- A promotional brochure about Sumayeh Attiyeh, from "Traveling Culture: Circuit Chautauqua in the Twentieth Century", Redpath Chautauqua Collection, University of Illinois Libraries Special Collections Department.
- Another promotional brochure about Sumayeh Attiyeh, also from "Traveling Culture: Circuit Chautauqua in the Twentieth Century", Redpath Chautauqua Collection, University of Illinois Libraries Special Collections Department.